# Nikolái Goncharov
Nikolai Fedorovich Gontscharow (o Gontcharov, o Gontscharov) (translitera al cirílico Николай Федорович Гончаров (1900-1942) fue un botánico ruso.

## Honores

### Epónimos
género
- (Lamiaceae) Gontscharovia Boriss.[1]

especies
- (Juncaceae) Juncus gontscharovii Sumnev.[2]
- (Lamiaceae) Micromeria gontscharovii Vved.[3]
- (Leguminosae) Trigonella gontscharovii Vassilcz.[4]
- (Santalaceae) Thesium gontscharovii Bobrov[5]
- (Scrophulariaceae) Orobanche gontscharovii Novopokr. & Nepli[6]
- (Zygophyllaceae) Halimiphyllum gontscharovii (Boriss.) Boriss.[7]

- La abreviatura «Gontsch.» se emplea para indicar a Nikolái Goncharov como autoridad en la descripción y clasificación científica de los vegetales.[8]